# Championnat d'Union soviétique de football 1949
Navigation
Saison 1948 Saison 1950
La saison 1949 de Pervaïa Grouppa est la 11e édition du championnat de première division en Union soviétique. Dix-huit clubs sont regroupés au sein d'une poule unique où ils se rencontrent deux fois dans la saison, à domicile et à l'extérieur. En fin de saison, pour permettre le passage du championnat de 18 à 19 clubs, aucun club n'est relégué et le champion de deuxième division est promu.
C'est le club du Dinamo Moscou qui remporte le championnat après avoir terminé en tête du classement final avec 6 points d'avance sur le tenant du titre, le CDKA Moscou et 8 sur le Spartak Moscou. Il s'agit du 5e titre de champion d'Union soviétique de l'histoire du club, qui manque le doublé en s'inclinant en finale de la Coupe d'URSS face au Torpedo Moscou.

## Clubs participants
- Promu de deuxième division

| Club                      | Présent depuis | Classement 1948    | Entraîneur                |
| ------------------------- | -------------- | ------------------ | ------------------------- |
| CDKA Moscou               | 1936           | 1er                | Boris Arkadiev            |
| Dinamo Moscou             | 1936           | 2e                 | Mikhail Yakushin          |
| Spartak Moscou            | 1936           | 3e                 | Abram Dangoulov (ru)      |
| Dinamo Tbilissi           | 1936           | 4e                 | Alekseï Sokolov (ru)      |
| Torpedo Moscou            | 1938           | 5e                 | Konstantin Kvachnine (en) |
| Dinamo Léningrad          | 1936           | 6e                 | Mikhaïl Boutoussov (en)   |
| Lokomotiv Moscou          | 1948           | 7e                 | Gavriil Kachalin          |
| Torpedo Stalingrad        | 1938           | 8e                 | Alekseï Kostylev (en)     |
| VVS Moscou                | 1947           | 9e                 | Matveï Goldine            |
| Dynamo Kiev               | 1936           | 10e                | Mikhaïl Okoun (ru)        |
| Krylia Sovetov Kouïbychev | 1946           | 11e                | Aleksandr Abramov (ru)    |
| Dinamo Minsk              | 1941           | 12e                | Lev Kortchebokov (en)     |
| Zénith Léningrad          | 1938           | 13e                | Konstantin Lemechev (en)  |
| Lokomotiv Kharkov         | 1949           | 1er (D2)           | Piotr Parovychnikov       |
| Dinamo Erevan             | 1949           | 3e (D2)            | Boris Apoukhtine (en)     |
| Chakhtior Stalino         | 1949           | 3e (D2, Ukraine A) | Gueorgui Mazanov (ru)     |
| Neftianik Bakou           | 1949           | 4e (D2, Sud)       | Viktor Patsevitch         |
| Daugava Riga              | 1949           | 8e (D2, Centre)    | Ievgueni Ieliseïev        |

### Changements d'entraîneurs
| Club             | Entraîneur partant     | Date de départ | Entraîneur arrivant       | Date d'arrivée |
| ---------------- | ---------------------- | -------------- | ------------------------- | -------------- |
| Dinamo Tbilissi  | Mikhaïl Minaïev (ru)   | mai 1949       | Alekseï Sokolov (ru)      | mai 1949       |
| Torpedo Moscou   | Nikolaï Nikitine (ru)  | mai 1949       | Konstantin Kvachnine (en) | mai 1949       |
| VVS Moscou       | Sergueï Kapelkine (ru) | mai 1949       | Matveï Goldine            | mai 1949       |
| Dinamo Erevan    | Haïk Andriasian (ru)   | juin 1949      | Boris Apoukhtine (en)     | juin 1949      |
| Lokomotiv Moscou | Dmitri Maksimov        | juin 1949      | Gavriil Kachalin          | juin 1949      |
| Neftianik Bakou  | Gavril Poutiline       | août 1949      | Viktor Patsevitch         | août 1949      |

## Compétition

### Classement
Le barème de points servant à établir le classement se décompose ainsi :
- Victoire : 2 points
- Match nul : 1 point
- Défaite : 0 point